# 衍州 (广东)
衍州，即今广东省增城市，衍者增也，增江原称衍江，后改名增江，增城亦唤衍州。
南朝梁天监二年（503年），东官郡析出东部，设梁化郡赫州，留西部仍为东官郡衍州。时衍州东官郡相当于今东莞、深圳、香港、增城、龙门（今属惠州）、中山、珠海、澳门。 北宋宣和二年（1120年），曾置衍州于海阳县北光德乡。